# Phil Mahre
Phil Mahre, właśc. Phillip Ferdinand Mahre (ur. 10 maja 1957 w Yakima) – amerykański narciarz alpejski, dwukrotny medalista olimpijski, dwukrotny medalista mistrzostw świata oraz trzykrotny zdobywca Pucharu Świata.

## Kariera
Po raz pierwszy na arenie międzynarodowej Phil Mahre pojawił się 5 grudnia 1975 roku w Val d’Isère, gdzie w zawodach Pucharu Świata zajął szóste miejsce w slalomie gigancie. Tym samym już w swoim debiucie wywalczył pierwsze pucharowe punkty. W kolejnych startach w sezonie 1975/1976 jeszcze pięciokrotnie plasował się w czołowej dziesiątce, w tym dwukrotnie stawał na podium. Pierwszy raz w karierze dokonał tego 5 marca 1976 roku w Copper Mountain, gdzie był drugi w gigancie, za swym rodakiem Gregiem Jonesem. Na podium stanął także dziewięć dni później w Aspen, gdzie był drugi w slalomie, przegrywając tylko z Ingemarem Stenmarkiem ze Szwecji. W klasyfikacji generalnej zajął czternaste miejsce, w klasyfikacji giganta był dziesiąty, a w klasyfikacji slalomu siódmy. W lutym 1976 roku wziął udział w igrzyskach olimpijskich w Innsbrucku, gdzie zajął piąte miejsce w gigancie, a w slalomie był osiemnasty. Pierwsze pucharowe zwycięstwo odniósł w pierwszym starcie w sezonu 1976/1977: 10 grudnia 1976 roku w Val d’Isère okazał się najlepszy w gigancie. Dwa dni później był trzeci w tej samej konkurencji, 5 marca w Sun Valley wygrał slalom, a 17 marca 1977 roku w Voss był trzeci w gigancie. Ostatecznie zajął dziewiąte miejsce w klasyfikacji generalnej, a w klasyfikacji giganta był czwarty.
Z mistrzostw świata w Garmisch-Partenkirchen w 1978 roku także wrócił bez medalu. W gigancie zajął tam piąte miejsce, a rywalizacji w slalomie nie ukończył. W Pucharze Świata na podium stawał pięciokrotnie, w tym odnosząc dwa zwycięstwa: 12 lutego w Chamonix był najlepszy w slalomie, a 3 marca 1978 roku w Stratton Mountain wygrał giganta. W czołowej dziesiątce plasował się łącznie kilkanaście razy, co dało mu drugie miejsce w klasyfikacji generalnej, za Ingemarem Stenmarkiem a przed Andreasem Wenzelem z Liechtensteinu. Ponadto w klasyfikacjach slalomu i giganta zajmował trzecie miejsce. W klasyfikacji giganta wyprzedzili go tylko Stenmark i Wenzel, a wśród slalomistów lepsi byli Stenmark Austriak Klaus Heidegger. W dwóch kolejnych sezonach zajmował trzecie miejsce w klasyfikacji generalnej. Łącznie dwanaście razy stawał na podium, przy czym trzy razy zwyciężał: 15 stycznia 1979 roku w Crans-Montana wygrał kombinację, 5 lutego 1979 roku w Jasnej zwyciężył w slalomie, a 8 grudnia 1979 roku w Val d’Isère ponownie był najlepszy w kombinacji. W sezonie 1978/1979 zajął także drugie miejsce w klasyfikacji slalomu, a w sezonie 1979/1980 zdobył pierwszą w karierze Małą Kryształową Kulę za zwycięstwo w klasyfikacji kombinacji. W 1980 roku wystąpił na igrzyskach olimpijskich w Lake Placid, gdzie zdobył srebrny medal w slalomie. W zawodach tych rozdzielił na podium Stenmarka oraz Jacques’a Lüthye'ego ze Szwajcarii. Na tych samych igrzyskach był też dziesiąty w gigancie oraz czternasty w biegu zjazdowym. Igrzyska w Lake Placid były równocześnie mistrzostwami świata, jednak kombinację rozgrywano tylko w ramach drugiej z tych imprez. W konkurencji tej zdobył złoty medal, wyprzedzając Andreasa Wenzela i Austriaka Leonharda Stocka.
Najlepsze wyniki osiągał w sezonach 1980/1981, 1981/1982 i 1982/1983, kiedy trzy razy z rzędu zdobywał Kryształową Kulę. W tym czasie aż 43. razy stawał na podium, odnosząc dwadzieścia zwycięstw. W sezonie 1980/1981 odniósł sześć zwycięstw: 10 stycznia w Morzine, 17 stycznia w Oberstaufen i 1 lutego w St. Anton am Arlberg wygrywał kombinację, 15 lutego w Åre był najlepszy w slalomie, 7 marca w Aspen wygrał giganta, a 15 marca 1981 roku w Furano był najlepszy w slalomie. Dało mu to zwycięstwo w klasyfikacji kombinacji, drugie miejsce w slalomie i trzecie w klasyfikacji giganta. Kolejne osiem zwycięstw odniósł rok później: 8 grudnia w Aprice, 13 grudnia w Madonna di Campiglio i 15 stycznia w Bad Wiessee wygrywał kombinację, 19 marca 1982 roku w Kranjskiej Gorze zwyciężył w gigancie, a 9 grudnia w Madonna di Campiglio, 24 stycznia w Wengen, 14 marca w Jasnej i 26 marca 1982 roku w Montgenèvre był najlepszy w slalomie. Zgromadził wtedy 309 punktów i zwyciężył w klasyfikacjach kombinacji, slalomu i giganta. Zwyciężał także w sezonie 1982/1983: 23 stycznia w Kitzbühel, 6 lutego w St. Anton i 11 lutego w Markstein był najlepszy w kombinacji, a 7 marca w Aspen, dzień później w Vail i 19 marca 1983 roku w Furano wygrywał giganta. Dało mu to zwycięstwo w klasyfikacji giganta oraz czwarte z rzędu zwycięstwo w klasyfikacji kombinacji. Triumf w Furano był jego ostatnim pucharowym zwycięstwem.
W lutym 1982 roku wystartował na mistrzostwach świata w Schladming. Wziął udział w gigancie i slalomie, jednak nie ukończył rywalizacji w obu tych konkurencjach. Brał także udział w igrzyskach olimpijskich w Sarajewie w 1984 roku, gdzie osiągnął jednak z największych sukcesów swojej kariery. Mahre uzyskał trzeci czas pierwszego przejazdu w slalomie, tracąc do swojego brata bliźniaka, Stevena, 0,70 sekundy. W drugim przejeździe uzyskał drugi wynik, co jednak dało mu najlepszy łączny czas i zwycięstwo. Pozostałe miejsca na podium zajęli Steve Mahre i Francuz Didier Bouvet. Był to pierwszy w historii złoty medal olimpijski w tej konkurencji dla Stanów Zjednoczonych. Na tych samych igrzyskach wystartował także w gigancie, który ukończył na ósmej pozycji. W zawodach Pucharu Świata w sezonie 1983/1984 trzykrotnie stawał na podium, za każdym razem na najniższym stopniu. Ostatni raz w karierze dokonał tego 6 marca 1984 roku w Vail, gdzie był trzeci w slalomie. W klasyfikacji generalnej zajął ostatecznie piętnaste miejsce. W 1984 roku zakończył karierę.
W styczniu 2007 roku Mahre powrócił do sportu, w wieku 49 lat. Startował w zawodach krajowych do stycznia 2009 roku, kiedy kontuzja kolana zmusiła go do zakończenia kariery.
Wspólnie z bratem jest właścicielem ośrodka treningowego w Park City.

## Osiągnięcia

### Igrzyska olimpijskie
| Miejsce | Dzień     | Rok  | Miejscowość | Konkurencja | Czas biegu | Strata | Zwycięzca        |
| ------- | --------- | ---- | ----------- | ----------- | ---------- | ------ | ---------------- |
| 5.      | 10 lutego | 1976 | Innsbruck   | Gigant      | 3:26,97    | +1,23  | Heini Hemmi      |
| 18.     | 14 lutego | 1976 | Innsbruck   | Slalom      | 2:03,29    | +8,48  | Piero Gros       |
| 14.     | 14 lutego | 1980 | Lake Placid | Zjazd       | 1:45,50    | +3,38  | Leonhard Stock   |
| 10.     | 19 lutego | 1980 | Lake Placid | Gigant      | 2:40,74    | +3,59  | Ingemar Stenmark |
| 2.      | 22 lutego | 1980 | Lake Placid | Slalom      | 1:44,26    | +0,50  | Ingemar Stenmark |
| 8.      | 14 lutego | 1984 | Sarajewo    | Gigant      | 2:41,18    | +2,07  | Max Julen        |
| 1.      | 19 lutego | 1984 | Sarajewo    | Slalom      | 1:39,41    | –      | –                |

### Mistrzostwa świata
| Miejsce | Dzień       | Rok  | Miejscowość            | Konkurencja | Czas biegu | Strata | Zwycięzca        |
| ------- | ----------- | ---- | ---------------------- | ----------- | ---------- | ------ | ---------------- |
| 5.      | 10 lutego   | 1976 | Innsbruck              | Gigant      | 3:26,97    | +1,23  | Heini Hemmi      |
| 18.     | 14 lutego   | 1976 | Innsbruck              | Slalom      | 2:03,29    | +8,48  | Piero Gros       |
| 36.     | 29 stycznia | 1978 | Garmisch-Partenkirchen | Zjazd       | 2:04,12    | +9,20  | Josef Walcher    |
| 5.      | 2 lutego    | 1978 | Garmisch-Partenkirchen | Gigant      | 3:02,52    | +2,42  | Ingemar Stenmark |
| DNF1    | 5 lutego    | 1978 | Garmisch-Partenkirchen | Slalom      | 1:39,54    | –      | Ingemar Stenmark |
| 14.     | 14 lutego   | 1980 | Lake Placid            | Zjazd       | 1:45,50    | +3,38  | Leonhard Stock   |
| 10.     | 19 lutego   | 1980 | Lake Placid            | Gigant      | 2:40,74    | +3,59  | Ingemar Stenmark |
| 2.      | 22 lutego   | 1980 | Lake Placid            | Slalom      | 1:44,26    | +0,50  | Ingemar Stenmark |
| 1.      | 22 lutego   | 1980 | Lake Placid            | Kombinacja  | 45,53 pkt  | –      | –                |
| DNF     | 3 lutego    | 1982 | Schladming             | Gigant      | 2:38,80    | –      | Steve Mahre      |
| DNF     | 7 lutego    | 1982 | Schladming             | Slalom      | 1:48,48    | –      | Ingemar Stenmark |

### Puchar Świata

#### Miejsca w klasyfikacji generalnej
- sezon 1975/1976: 14.
- sezon 1976/1977: 9.
- sezon 1977/1978: 2.
- sezon 1978/1979: 3.
- sezon 1979/1980: 3.
- sezon 1980/1981: 1.
- sezon 1981/1982: 1.
- sezon 1982/1983: 1.
- sezon 1983/1984: 15.

#### Zwycięstwa w zawodach
1. Val d’Isère – 10 grudnia 1976 (gigant)
2. Sun Valley – 5 marca 1977 (slalom)
3. Chamonix – 12 lutego 1978 (slalom)
4. Stratton Mountain – 3 marca 1978 (gigant)
5. Crans-Montana – 15 stycznia 1979 (kombinacja)
6. Jasná – 5 lutego 1979 (slalom)
7. Val d’Isère – 8 grudnia 1979 (kombinacja)
8. Morzine – 10 stycznia 1981 (kombinacja)
9. Oberstaufen – 17 stycznia 1981 (kombinacja)
10. St. Anton am Arlberg – 1 lutego 1981 (kombinacja)
11. Åre – 15 lutego 1981 (slalom)
12. Aspen – 7 marca 1981 (gigant)
13. Furano – 15 marca 1981 (slalom)
14. Aprica – 8 grudnia 1981 (kombinacja)
15. Madonna di Campiglio – 9 grudnia 1981 (slalom)
16. Madonna di Campiglio – 13 grudnia 1981 (kombinacja)
17. Bad Wiessee – 15 stycznia 1982 (kombinacja)
18. Wengen – 24 stycznia 1982 (slalom)
19. Jasná – 14 marca 1982 (slalom)
20. Kranjska Gora – 19 marca 1982 (gigant)
21. Montgenèvre – 26 marca 1982 (slalom)
22. Kitzbühel – 23 stycznia 1983 (kombinacja)
23. St. Anton am Arlberg – 6 lutego 1983 (kombinacja)
24. Markstein – 11 lutego 1983 (kombinacja)
25. Aspen – 7 marca 1983 (gigant)
26. Vail – 8 marca 1983 (gigant)
27. Furano – 19 marca 1983 (gigant)

- 27 zwycięstw (11 kombinacji, 9 slalomów i 7 gigantów)

#### Pozostałe miejsca na podium
1. Lenggries – 12 stycznia 1980 (kombinacja) – 3. miejsce
2. Mont-Sainte-Anne – 1 marca 1980 – (gigant) – 2. miejsce
3. Chamonix – 4 marca 1980 (kombinacja) – 3. miejsce
4. Ebnat-Kappel – 4 stycznia 1981 (kombinacja) – 3. miejsce
5. St. Anton am Arlberg – 1 lutego 1981 (slalom) – 2. miejsce
6. Åre – 14 lutego 1981 (gigant) – 3. miejsce
7. Borowec – 25 marca 1981 (slalom) – 3. miejsce
8. Laax – 28 marca 1981 (gigant) – 2. miejsce
9. Aprica – 8 grudnia 1981 (gigant) – 2. miejsce
10. Cortina d’Ampezzo – 14 grudnia 1981 (slalom) – 2. miejsce
11. Cortina d’Ampezzo – 15 grudnia 1981 (gigant) – 2. miejsce
12. Morzine – 9 stycznia 1982 (gigant) – 2. miejsce
13. Bad Wiessee – 12 stycznia 1982 (slalom) – 3. miejsce
14. Kitzbühel – 17 stycznia 1982 (slalom) – 2. miejsce
15. Adelboden – 19 stycznia 1982 (gigant) – 2. miejsce
16. Kirchberg in Tirol – 9 lutego 1982 (gigant) – 2. miejsce
17. Garmisch-Partenkirchen – 14 lutego 1982 (slalom) – 2. miejsce
18. Jasná – 13 marca 1982 (gigant) – 3. miejsce
19. Bad Kleinkirchheim – 17 marca 1982 (gigant) – 2. miejsce
20. Cesana San Sicario – 24 marca 1982 (gigant) – 3. miejsce
21. Courmayeur – 14 grudnia 1982 (slalom) – 3. miejsce
22. Madonna di Campiglio – 21 grudnia 1982 (slalom) – 3. miejsce
23. Kitzbühel – 23 stycznia 1983 (slalom) – 3. miejsce
24. St. Anton am Arlberg – 6 lutego 1983 (slalom) – 3. miejsce
25. Markstein – 11 lutego 1983 (slalom) – 3. miejsce
26. Gällivare – 26 lutego 1983 (gigant) – 2. miejsce
27. Kitzbühel – 22 stycznia 1984 (kombinacja) – 3. miejsce
28. Aspen – 5 marca 1984 (gigant) – 3. miejsce
29. Vail – 6 marca 1984 (slalom) – 3. miejsce